# Souancé-au-Perche

Souancé-au-Perche este o comună în departamentul Eure-et-Loir, Franța. În 1 ianuarie 2022 avea o populație de 496 de locuitori.